# 安倍三郎
安倍 三郎（あべ さぶろう、1898年6月6日 - 1974年5月7日）は、日本の心理学者。旧姓は島田、1924年から母方の安倍姓を名乗る。

## 経歴
出生から修学期
1898年、岩手県で生まれた。1929年、卒業論文『二時程比較之研究』を提出して東北大学法文学部心理学科を卒業。
心理学研究者として
1935年、満州国立高等師範学校教授に就いた。1939年、満州国立建国大学教授に就任。1940年に学位論文『時間意識の実験的研究』を東北帝国大学に提出して文学博士号を取得 (勅令第200号による)。
戦後は1946年8月に引揚帰国する。1947年広島文理科大学・広島高等師範学校教授となるが、間もなく公職追放のため辞職。東北大学教養部教授となり、1962年に定年退官、名誉教授となる。1965年からは明星大学教授を務めた。

## 著作
著書
- 『心理学概論』教育心理研究会 1935
- 『時間意識の心理』東北帝国大学心理学研究室編、東宛書房(「生活と精神の科学」叢書 ) 1936
- 『児童心理学』拓文堂 1938
- 『児童心理学綱要』協同出版 1948
- 『心理学の話』宝文館 1948
- 『心理学概論』福村書店 1949
- 『大彦族の研究』雑木雑草庵 1963

共編
- 『最近の心理学と国語教育の問題』千葉春雄編、厚生閣 1932

「吾々の体験と近代感覚」安倍著
- 『国語教育の科学的研究』千葉春雄編、厚生閣 1933

「リズムと時間」阿倍著
- 『満州心理学会第二回全体発表報告論文集』1944

「民族性把握の研究方法について (其二)」阿倍著
- 『新児童心理学』黒田正典共編、協同出版 1954
- 『新青年心理学』北村晴朗共著、協同出版 1955

雑誌論文
- 「二時程比較の一研究 (1)(2)」『心理学研究』第5巻2輯 - 3輯 1930
- 「二時程比較における休止時の影響に関する余の実験的研究」『心理学研究』第6巻6輯 1931
- 「教育の不可欠要素としての個性の認識」『教育研究』第374号 1931
- "Die Erscheinungsweisender Zeitgestalen", Tohoku Psychologica Folia, Vol.1 1933
- 「絶対的印象の体験について」『文化』第1巻 1934
- 「人間死後の霊魂信仰の心理学的研究 上下」『宗教研究』第10巻 1933 - 第11巻 1934
- "Neue Untersuchung über absoluten Eindrücke im Gebiete der wahrnehm-baren Zeit", Tohoku Psychologica Folia, Vol.2 1934
- "Experimental study on the correlation between time and space", Tohoku Psychologica Folia, Vol.3 1935
- 「時空間相関に関する実験的研究」『文化』第2巻 1935
- 「在満諸民族の性格研究 (第一報告)：淡路氏向性検査に現れたる在満蒙古民族の向性について」『建国大学研究期報』第4巻 1942
- 「心理学的現在」『明星大学研究紀要 (人文科学)』第2号 1966
- 「現在・過去・未来の心理学的性質とその評価の根本尺度」『明星大学研究紀要 (人文科学)』第3号 1967

記念論文集
- 『現代心理学論集：安倍三郎先生古稀記念論文集』安倍三郎先生古稀記念論文集編集委員会 (明星大学心理学研究室内), 1968